# Карри, Эдрианн
Эдрианн Мари Карри (англ. Adrianne Marie Curry, род. 6 августа 1982) — американская модель. Победительница первого сезона шоу «Топ-модель по-американски».

## Биография

### Ранняя жизнь
Эдрианн Карри родилась и росла в городе Джолит (Иллинойс), пригороде Чикаго, сейчас именующимся Прайсон-таун.
Родители Эдрианн развелись, когда ей было 6 лет. Мать увезла её в новый дом, где они жили на копейки. В 12 лет её крадёт родной отец, но через 3 года Эдрианн сбежала от него после того, как он изнасиловал её.
В школе Эдрианн совсем не училась, прогуливала уроки и даже дралась с мальчишками в классе, за это её называли «бурный сорванец». Кроме этого, она увлекалась высокой модой и рок-музыкой.
До участия в шоу «Топ-модель по-американски» Эдрианн работала в ресторане официанткой, пока её не выбрали из 32 тыс. претенденток и не пригласили участвовать в кастинге.

### Топ-модель по-американски
На шоу Эдрианн очень старалась, на 5 неделе её вызвали первой, однако она оставалась в двойке худших на 6 и 9 неделях, но жюри видели в ней потенциал. На финальном дефиле они в этом ещё больше убедились, и поэтому выбрали Эдрианн первой победительницей в этом шоу.

## Карьера

### Карьера модели
После победы Эдрианн подписала контракт с «Wilhelmina Models» в Нью-Йорке. Она позировала для нескольких журналов, в том числе «Us Weekly», «Star», «OK!», «Stuff», «People», «Maxim».
Показы в конце 2006 года стали для Карри взлетными,включая Anne Bowen (весна 2005 года),Jamie Pressly,линия Памелы Андерсон, Ed Hardy, Von Dutch и Christopher Deane.
В феврале 2006 года Карри появилась на обложке в обнаженном виде для «Playboy». Она вернулась на вторую обложку в январе 2008, что позволило ей в 2008 попасть в топ 25 самых сексуальных женщин.
В конце 2006 года Карри стала моделью для демонстрации видеокарт «Nvidia».

### Телевидение и кино
Эдрианн была соведущей телеигры «Ballbreakers» в 2006 году. В том же году она появилась на «Gameshow Marathon».
Активно снимается в кино. Она появилась в клипе рок-группы «The Click Five» вместе с Кристофером Найтом,который вскоре женился на ней.Вместе с ним она снялась в научно-фантастическом реалити-шоу Celebrity Paranormal Project.Также она создала фильм «Без дня и без ночи» и снялась в главной роли.
Она была моделью IMJ и Whilemena, работала с крупным дизайнером Элионом Дованом и стала лицом марки Ceruuhe, также стала лицом ещё нескольких марок косметики и одежды, на данный момент она сотрудничает с косметической компанией и фирмой одежды, а также является моделью одного из крупнейших агентств Америки.
В 2010 году была приглашенным судьей на шоу «Playboy: Снимите девушку».
В этом же году она появилась в программе «Больно, но довольна», сделав лазерную подтяжку лица.

## Личная жизнь
Эдрианн — открытая бисексуалка.
В 2006—2013 годы Эдрианн была замужем за актёром Кристофером Найтом.
С 15 сентября 2018 года Карри замужем во второй раз за актёром озвучивания Мэттью Роудом.

## Интересные факты
- Свадьба Эдрианн была в готическом стиле.
- Эдрианн имеет итальянское происхождение.
- В 2005 году журнал «Maxim» признал Эдрианн одной из 100 самых сексуальных женщин мира[9].